# MZ-3 (дирижабль)
MZ-3А — мягкий дирижабль США. С 2006 года принадлежит военно-морскому флоту США. Представляет собой вариант дирижабля A-170, построенный Американской дирижаблестроительной компанией. В ВМФ США дирижабль получил обозначение типа MZ-3A и бортовой номер 167811. MZ-3А используется для экспериментальных полётов и в настоящее время является единственным дирижаблем, эксплуатирующимся армией США. Дирижаблем по контракту управляют гражданские пилоты калифорнийской компании Integrated Systems Solutions, Inc. 

## История эксплуатации
С мая 2006 года дирижабль начал совершать регулярные полёты из Лейкхерст в составе подразделения воздушной разведки и эвакуации. В 2007 году полёты были прекращены, а судно было помещено в ангаре авиабазы. В октябре 2009 года корабль был передан в Исследовательскую лабораторию ВМС США и поступил в эскадрилью VXS-1, базирующуюся на Военно-морской станции Патуксент-Ривер штата Мэриленд.
С марта 2010 года дирижабль начал совершать полёты из Авиабазы ВМС США Юма, расположенной в штате Аризона. С 5 июля 2010 года корабль базировался в Аэропорту Джека Эдвардса штата Алабама и принял участие в операции ликвидации последствий аварии разливов нефти Deepwater Horizon.

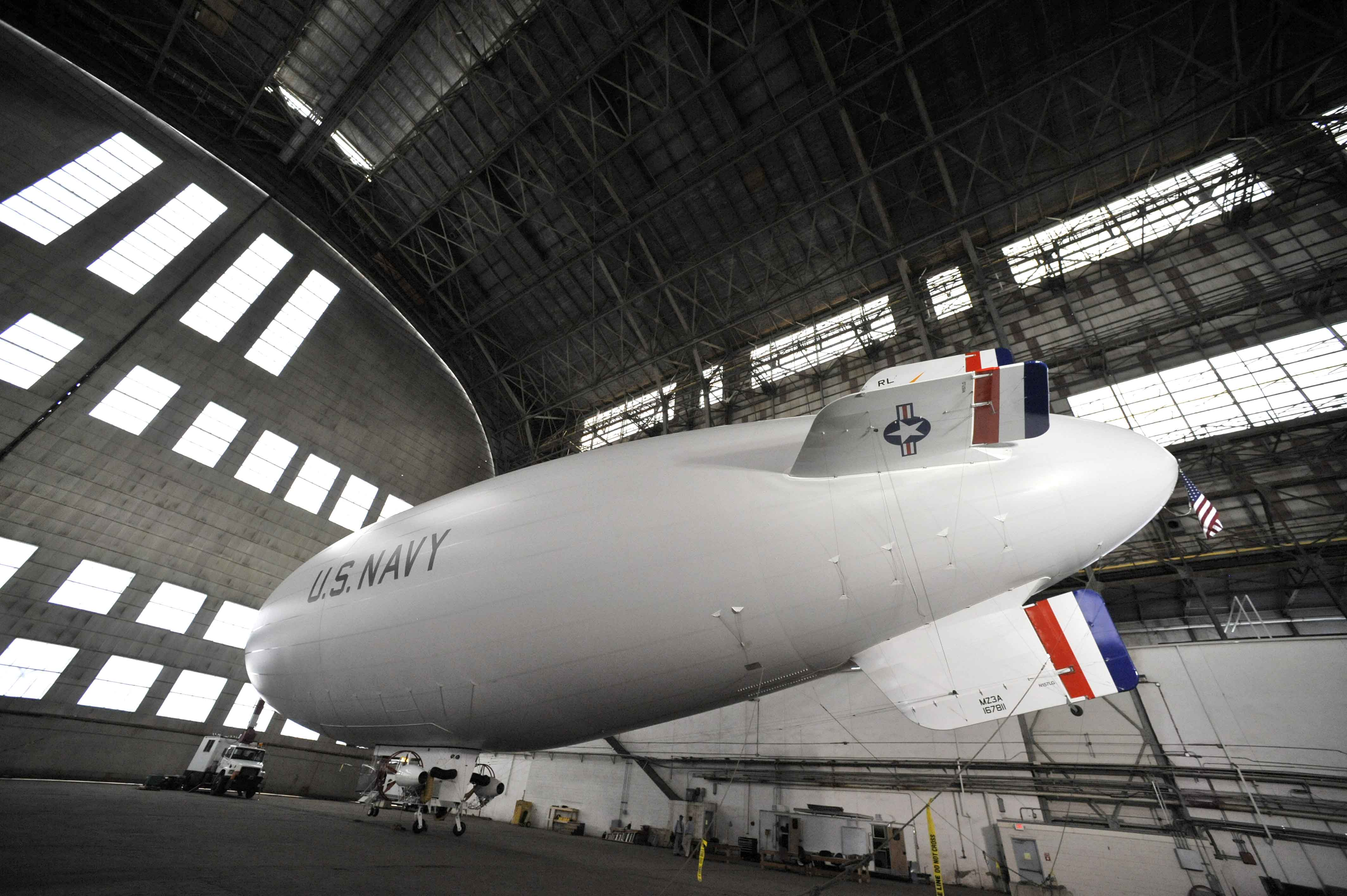
MZ-3A в ангаре во время церемонии перерезания ленты 26 октября 2011.

На церемонии перерезания ленточки 26 октября 2011 года, проходившей на авиабазе Лейкхерст посвящённой Военно-морскому флоту США Военно-морские силы получили новую модификацию MZ-3 — MZ-3A. На обшивку судна были нанесены знаки отличия подразделения VXS-1 и эмблема ВМС США.
В феврале 2012 года, через четыре месяца после передачи дирижабля ВМС США, было предложено отсрочить программу эксплуатации MZ-3A. Корабль планировалось поместить в ангар в разобранном виде. В марте того же года было принято решение о приостановке программы эксплуатации корабля на срок от 3 до 6 месяцев.
В настоящее время корабль эксплуатируется военными и принадлежит Четвёртому флоту ВМС США.

## Галерея

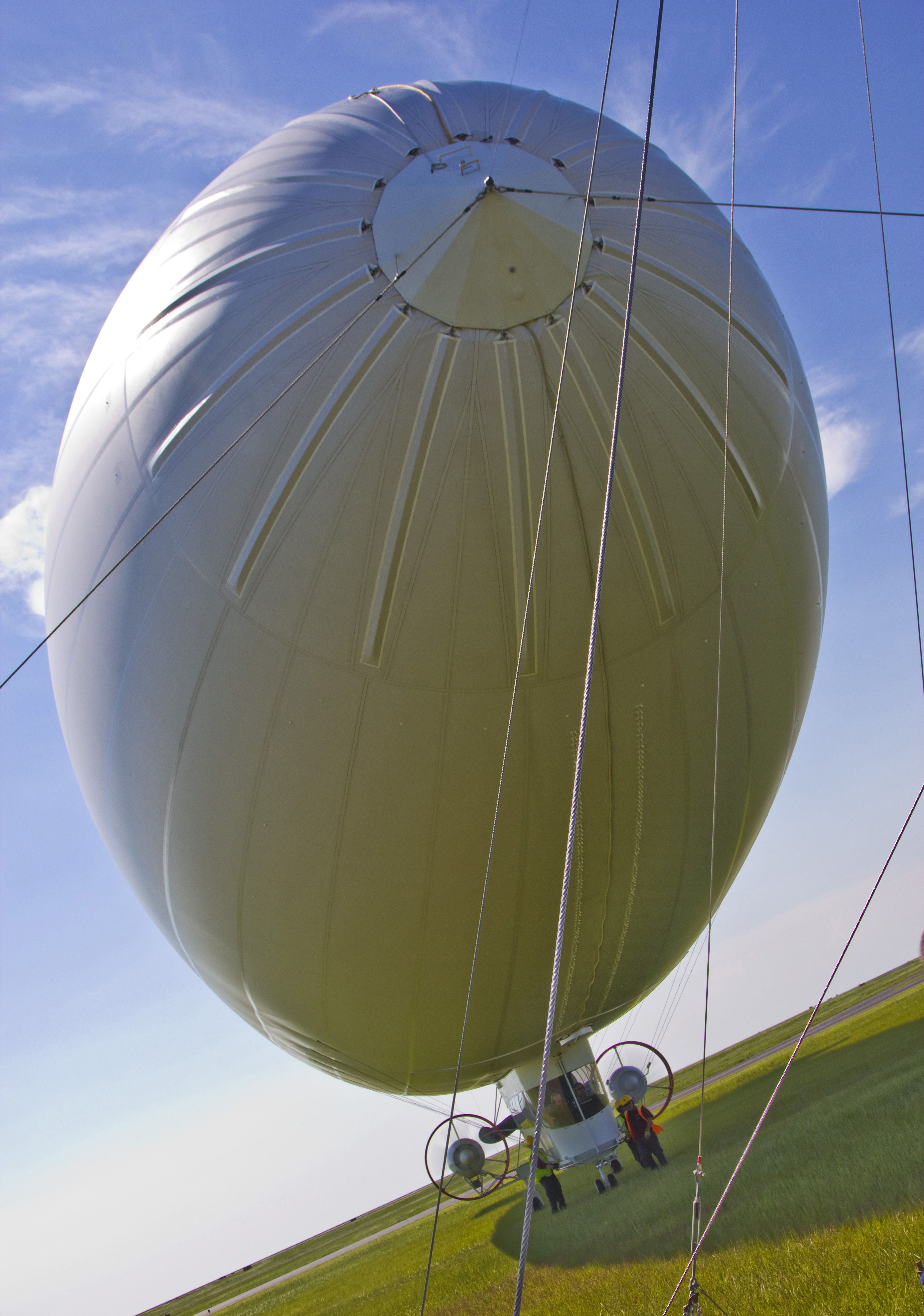
Вид спереди
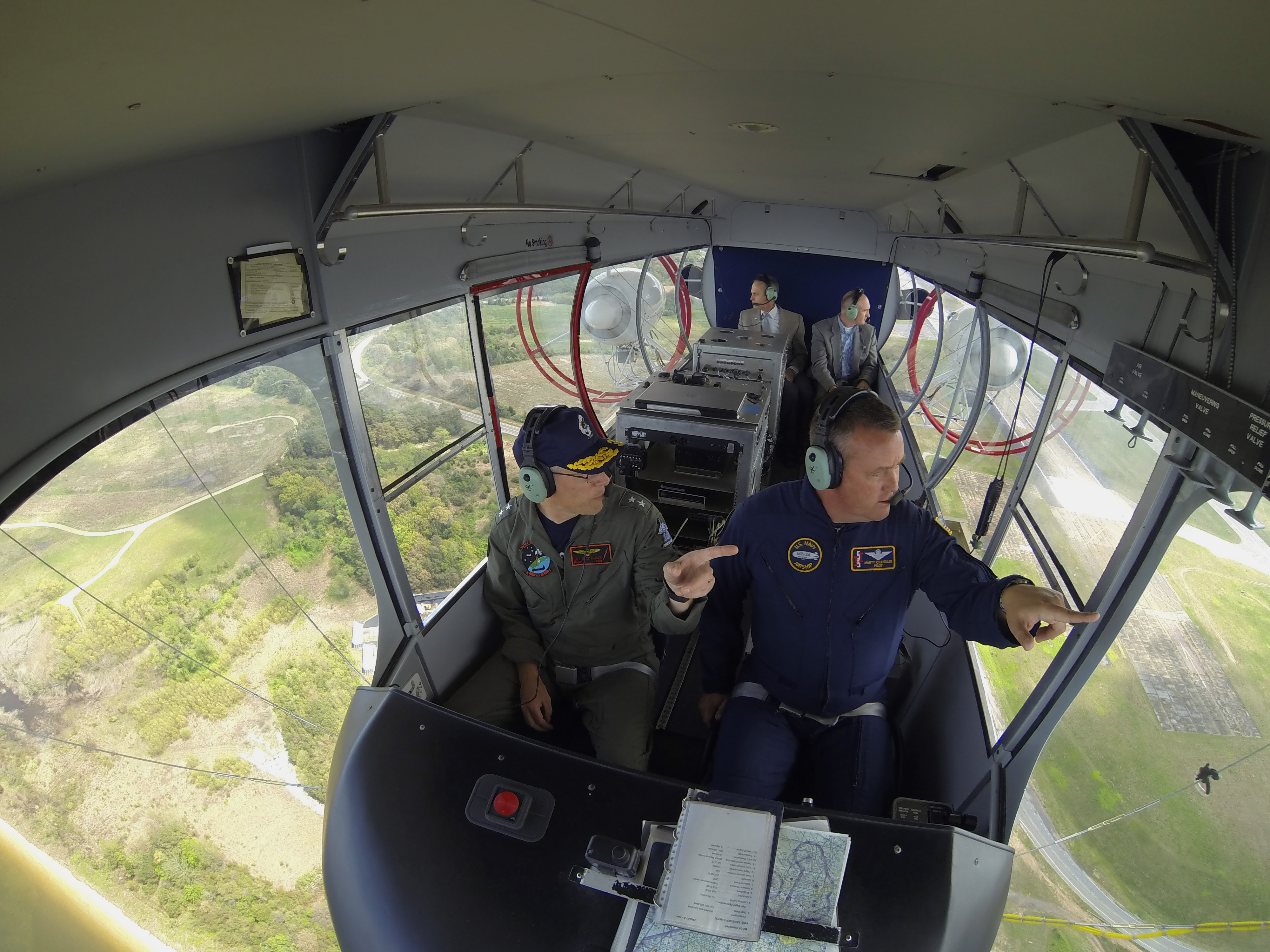
Внутри кабины управления

## Внешние ссылки
- The Noon Balloon (Naval Airship Association)
- American Blimp Company web site.
- DoD designation system addendum listing MA-3Z
- Local press coverage of start of MZ-3A program